# Bả chó (cây)
Cây bả chó (danh pháp hai phần: Colchicum autumnale), còn gọi là báo vũ, thu thủy tiên, huệ đất hay nghệ tây mùa thu, tên gọi cuối là do nó có bề ngoài khá giống với cây nghệ tây thực thụ, nhưng nó chỉ nở hoa về mùa thu. (Tuy nhiên, đây không phải là một sự phân biệt đáng tin cậy, do nhiều loài nghệ tây thực thụ cũng nở hoa vào mùa thu). Nó còn có tên gọi trong tiếng Anh là "naked lady" do một thực tế là các hoa nổi lên từ mặt đất rất lâu sau khi các lá đã chết.

## Ngộ độc
Loài thực vật này hay bị những người nhặt lá nhầm lẫn với tỏi gấu (Allium ursinum), do nó hơi giống với loài cây này, nhưng nó là một loài cây độc gây chết người do sự có mặt của chất độc colchicin. Triệu chứng ngộ độc colchicin tương tự như ngộ độc thạch tín (asen) và không có thuốc giải độc. Mặc dù là một chất độc, nhưng colchicin vẫn được chấp thuận cho sử dụng để điều trị bệnh gút và còn được dùng trong nhân giống thực vật để sản xuất các giống đa bội.

## Hình ảnh tham khảo

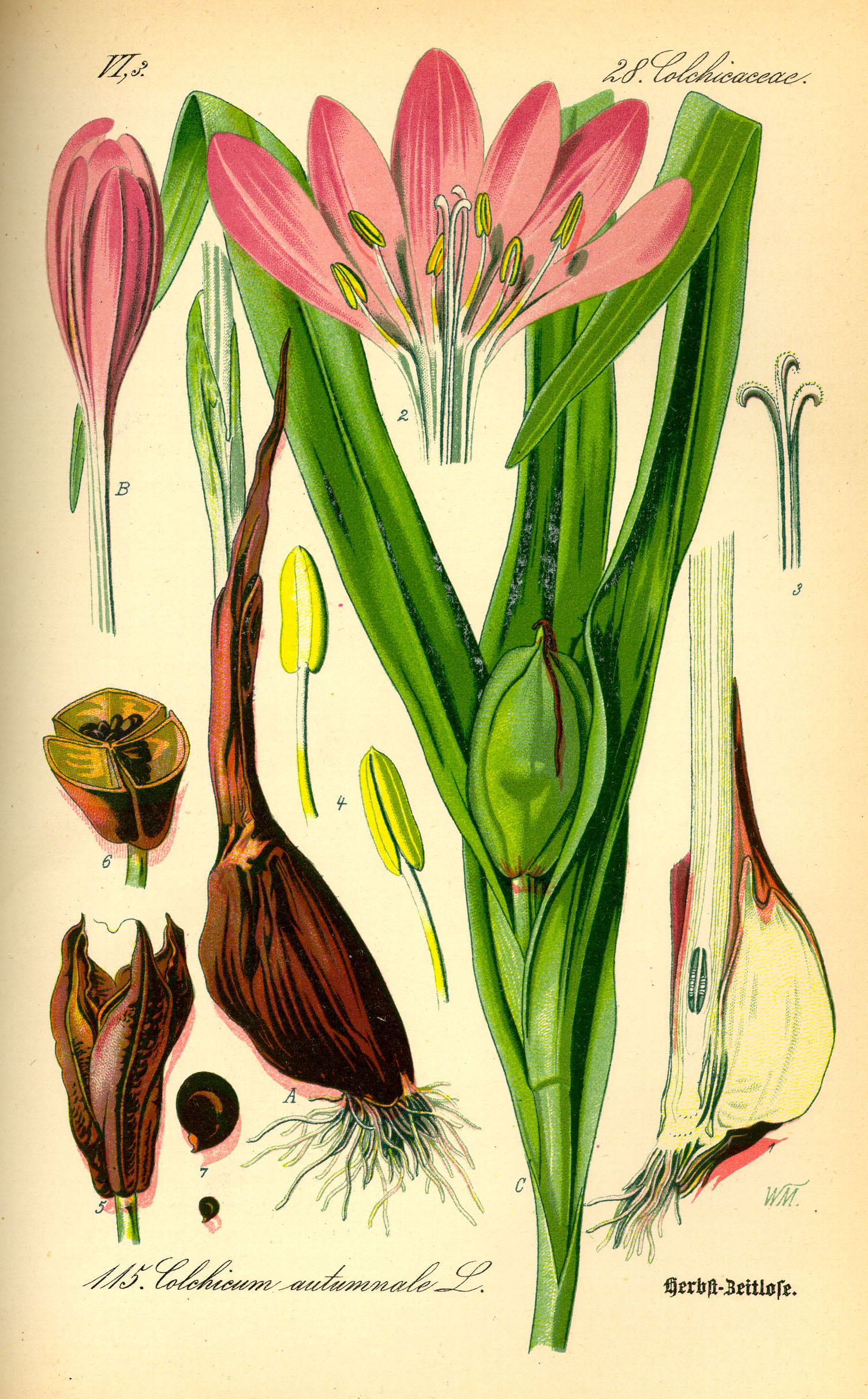
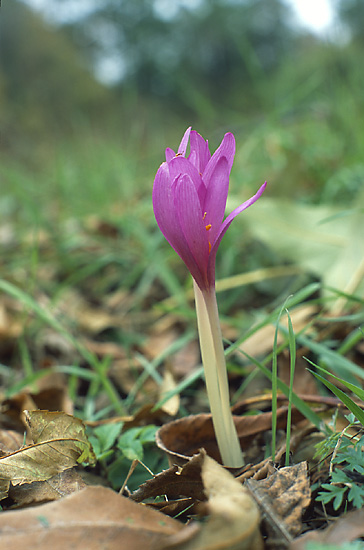
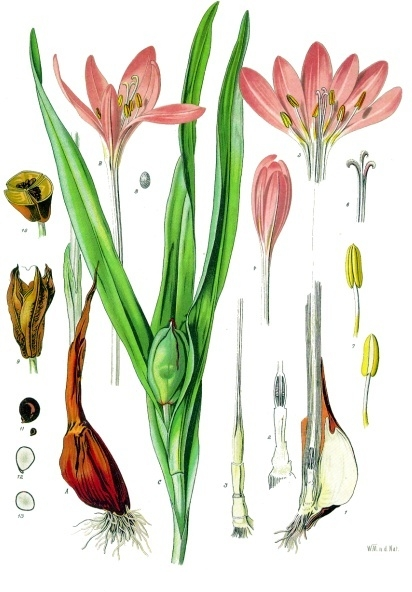